# Narodni parki Kazahstana
| #  | Ime              | Photo | Lega                                                         | Kazahstan                                                                 | Površina (km²) | Leto | Opis |
| -- | ---------------- | ----- | ------------------------------------------------------------ | ------------------------------------------------------------------------- | -------------- | ---- | --- |
| 1  | Altyn-Emel       |       | regija Almati 44°20′N 78°26′E / 44.333°N 78.433°E            | Narodni parki Kazahstana se nahaja v Kazahstan · Narodni parki Kazahstana | 4600           | 1996 | Park obsega približno 4600 kvadratnih kilometrov med reko Ili in gorovjem Ak-Tau v bližini jezera Kapčagaj, sestavljen pa je večinoma iz puščave in skalnega terena. Je od leta 2023 del Unescove naravne dediščine Hladne zimske puščave Turana skupaj s Turkmenistanom in Uzbekistanom.                                              |
| 2  | Bajanaul         |       | regija Pavlodar 50°49′N 75°40′E / 50.817°N 75.667°E          | Narodni parki Kazahstana se nahaja v Kazahstan · Narodni parki Kazahstana | 684            | 1985 | Leži v jugovzhodni provinci Pavlodar, 140 kilometrov od industrijsko razvitega mesta Ekibastuz, na obrobju centralnega kazahstanskega višavja. Park je bil ustanovljen leta 1985, s čimer je postal prvi narodni park v Kazahstanu. Ustvarjen je bil za ohranjanje in obnovo naravne flore in favne, ki jo najdemo v pogorju Bajanaul. |
| 3  | Burabaj          |       | regija Akmola 53°05′N 70°18′E / 53.083°N 70.300°E            | Narodni parki Kazahstana se nahaja v Kazahstan · Narodni parki Kazahstana | 835            | 2000 | Burabaj pokriva trakt nizkih gora in borovih gozdov v stepi Kokšetau na severnem-centralnem Kazahstanu. Park združuje turistične zmogljivosti, ekoturizem in ohranjanje narave. |
| 4  | Buiratau         |       | regija Akmola 51°20′N 73°20′E / 51.333°N 73.333°E            | Narodni parki Kazahstana se nahaja v Kazahstan · Narodni parki Kazahstana | 890            | 2011 | Ohranja edinstveno prehodno območje med suhimi stepami in polsušnimi gozdnimi ekosistemi centralnega visokogorja Kazahstana. |
| 5  | Kanjon Čarin     |       | regija Almati 43°21′N 79°04′E / 43.350°N 79.067°E            | Narodni parki Kazahstana se nahaja v Kazahstan · Narodni parki Kazahstana | 1251           | 2004 | Park se razprostira ob reki Čarin, vključno s kanjonom. Kanjon s tanko stratificirano rdečo sedimentno kamnino naj bi spominjal na Veliki kanjon v ZDA; vendar je manjši – dolg 50 km. |
| 6  | Ile-Alatau       |       | regija Almati 43°05′N 77°5′E / 43.083°N 77.083°E             | Narodni parki Kazahstana se nahaja v Kazahstan · Narodni parki Kazahstana | 2000           | 1996 | Je v Zailijski Alatau ('dvignjene gore'), južno od mesta Almati med sotesko Turgen na vzhodu in reko Čemolgan na zahodu. |
| 7  | Karkarali        |       | regija Karaganda 49°25′N 75°25′E / 49.417°N 75.417°E         | Narodni parki Kazahstana se nahaja v Kazahstan · Narodni parki Kazahstana | 1121           | 1998 | Zajema 'gorsko oazo' z borovimi gozdovi v stepah Kazahstanskega višavja. |
| 8  | Katon-Karagaj    |       | regija Vzhodni Kazahstan 49°10′N 85°36′E / 49.167°N 85.600°E | Narodni parki Kazahstana se nahaja v Kazahstan · Narodni parki Kazahstana | 6434           | 2001 | Park, tudi biosferni rezervat, zapolnjuje zahodno stran "X", kjer se srečujejo meje Kazahstana, Rusije, Kitajske in Mongolije. Najvišji vrh Sibirije (gora Beluha, 4506 m) je na ruski meji v gorovju Katun. |
| 9  | Kokšetau         |       | regija Akmola 53°15′N 68°26′E / 53.250°N 68.433°E            | Narodni parki Kazahstana se nahaja v Kazahstan · Narodni parki Kazahstana | 1820           | 1996 | Teren je umeščen v prehodno območje med sibirsko tajgo (na severu) in južnimi stepami, je 'otok' gozdov, jezer in gora, obdanih s stepami. |
| 10 | Kolsajska jezera |       | regija Almati 42°56′N 78°24′E / 42.933°N 78.400°E            | Narodni parki Kazahstana se nahaja v Kazahstan · Narodni parki Kazahstana | 1619           | 2007 | Leži na severnem pobočju Tjanšana na jugovzhodu Kazahstana (10 km od meje s Kirgizistanom). Pogosto ga imenujejo Biseri Tjanšana; glavna značilnost parka so Kolsajska jezera, ki so med okrožjem Raiymbek in Talgar v regiji Almati. V parku je tudi slikovito jezero Kaindi.                                                         |
| 11 | Sajram-Ugam      |       | regija Južni Kazahstan 41°57′N 70°03′E / 41.950°N 70.050°E   | Narodni parki Kazahstana se nahaja v Kazahstan · Narodni parki Kazahstana | 1490           | 2007 | Park je gorsko območje gora Zahodnega Tjanšana, na meji z Uzbekistanom. Narodni park Ugam-Čatkal je čez mejo v Uzbekistanu,, naravni rezervat Aksu-Zhabagli v Kazahstanu pa je neposredno na severovzhodu ob meji. Zlasti je znan po sestojih brinovih gozdov in sadnih dreves in oreškov.                                             |
| 12 | Tarbagatai       |       | regija Vzhodni Kazahstan 47°17′N 81°50′E / 47.283°N 81.833°E | Narodni parki Kazahstana se nahaja v Kazahstan · Narodni parki Kazahstana | 1363           | 2018 | Tarbagatai je bil ustanovljen leta 2018 za zaščito območja gorske stepe na vzhodu Kazahstana, za zaščito sestojev divjega sadnega drevja, da bi genski material izolirali od komercialnih sort. |
| 13 | Zhongar-Alatau   |       | regija Almati 45°0′N 80°0′E / 45.000°N 80.000°E              | Narodni parki Kazahstana se nahaja v Kazahstan · Narodni parki Kazahstana | 3560           | 2010 | Znan tudi kot Džungar Alatau ali Džungarski Alatau; park je bil ustanovljen leta 2010 za zaščito edinstvene ekologije Džungarskega Alataua, izoliranega, poledenelega gorskega območja v Kazahstanu na jugovzhodu meje s Kitajsko. |